# Cabedelo
Cabedelo is een gemeente in de Braziliaanse deelstaat Paraíba. De gemeente telt 68.033 inwoners (schatting 2017).

## Aangrenzende gemeenten
De gemeente grenst aan João Pessoa, Lucena en Santa Rita. 

## Geboren in Cabedelo
- Aluísio Francisco da Luz, "Índio" (1931-2020), voetballer